# 모니터링과 평가
모니터링과 평가(Monitoring and Evaluation, M&E)는 정부, 국제기구 및 NGO가 시행한 프로젝트, 사업, 프로그램 및 기관의 성과를 평가하는 데 사용된다. M&E의 목표는 결과(output)와 성과(outcome) 및 영향(impact)에 대한 운영실태를 개선하는 것이다. 모니터링은 활동의 진행이나 지연에 대한 시행 초기 단계의 성과지표를 통하여 프로그램을 지속적으로 평가하는 것이다. 평가는 활동의 특정 목표에 대한 관련성, 효과성, 효율성, 책무성 및 영향 등에 관하여 조사하는 것이다. 사업기획 단계에서 성과지표를 작성하고 집행과정에서 지속적으로 모니터링하는 등 선제적으로 성과를 관리하기 위한 방안으로 M&E를 사용할 수 있다.
모니터링과 평가 과정은 M&E의 대상이 되는 사업 및 활동에 출자한 출자자(donor), 사업 및 활동을 시행하는 조직 내의 별도 독립된 부서, 프로젝트 관리자 또는 사업 시행 팀 자체, 외부 평가 기관 및 회사 등 다양한 이해당사자에 의해 시행될 수 있다. M&E 보고서의 신뢰성과 객관성은 평가자의 독립성에 크게 좌우된다. 모니터링과 평가 과정의 성공을 위해서는 평가자들의 전문성과 독립성이 매우 중요하게 여겨진다.
UN, USAID, 세계 은행, 미국의 원조 관련 정부·비정부기관 등 많은 국제기구들이 M&E 프로세스를 수년간 사용해 왔다. 개발도상국에서도 각 정부가 개발 프로젝트, 자원 관리, 정부 활동 및 행정을 평가하기 위해 그 나라의 자체적인 M&E 시스템을 개발함으로써 프로세스의 인기가 높아지고 있다. 선진국은 이 프로세스를 사용하여 개발 과정 및 협력 기관을 평가하고 있다.

## 같이 보기
- 영향평가
- SMART 원칙
- 국제 개발
- 원조효과성